# Cista Ficoroni

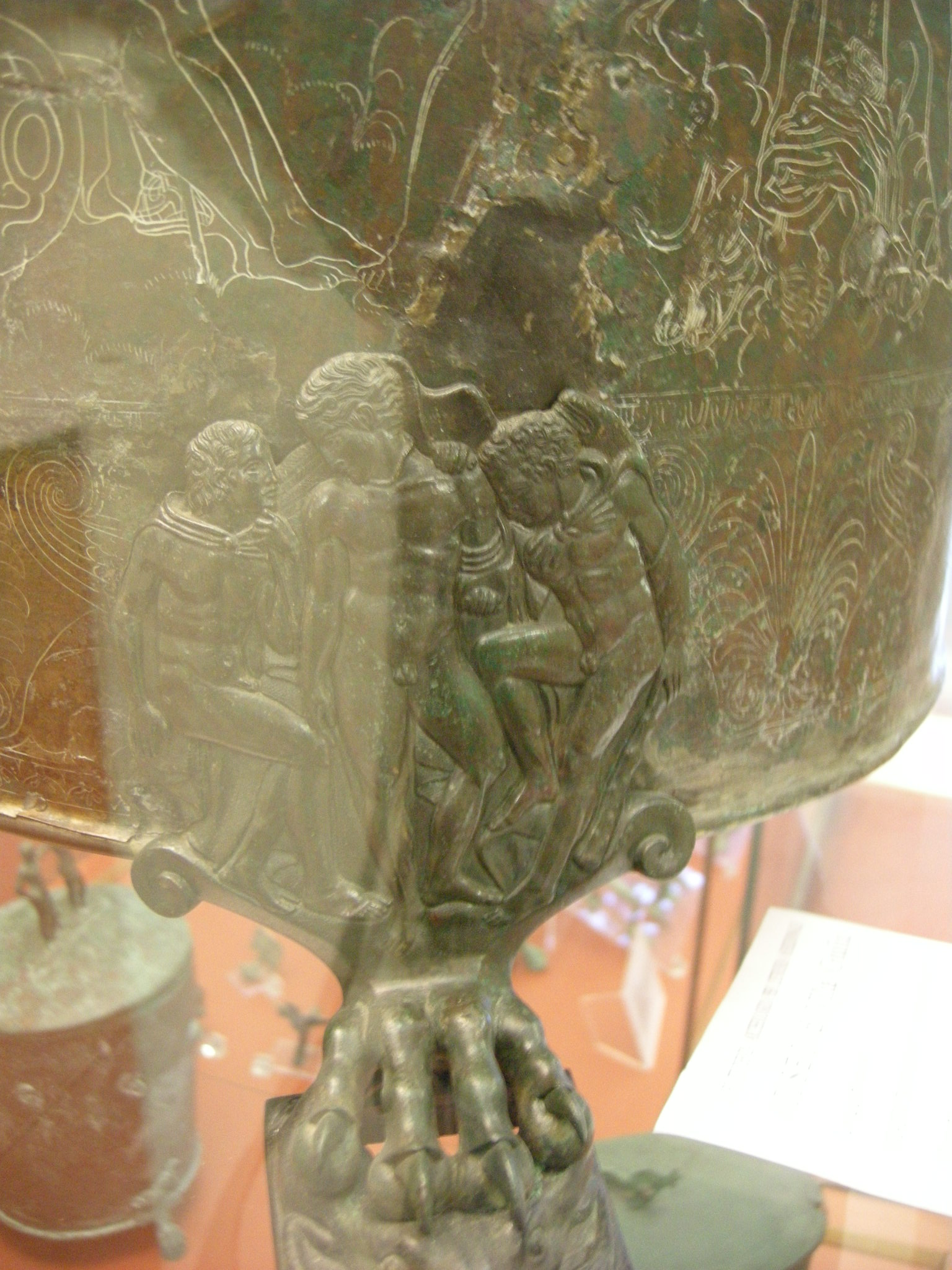
Scène mythologique et pied animalier

La Cista Ficoroni ou Ciste Ficoroni est une célèbre ciste (sorte de coffre, à l'origine en osier, pouvant avoir des fonctions domestiques ou rituelles) en bronze, fabriquée à Rome et découverte à Préneste. Sa renommée provient principalement de son décor particulièrement fin, réalisé en incision et représentant un épisode de l'épopée des Argonautes (la lutte contre Amycos, roi des Bébrices) et comportant des inscriptions mentionnant à la fois le nom du bronzier, Novios Plautios, probablement d'origine campanienne, la commanditaire de l'œuvre et le lieu de fabrication de l'objet : Rome (c'est la première mention du nom de Rome sur un objet d'art). Cette œuvre, traditionnellement datée des années de 350 à 330 av. J.-C., est conservée à la Villa Giulia de Rome.

## Histoire
Cette ciste fut découverte par l'antiquaire Francesco de Ficoroni, en 1738, à Palestrina (l'antique Praeneste), cité du Latium antique, dans une tombe de femme, probablement la fille de Dindia Macolnia, commanditaire mentionnée sur l'œuvre. Initialement conservée au Musée Kircher, elle passa dans les collections du Musée national étrusque de la villa Giulia.

## Description
Il s'agit d'un coffre cylindrique (77 cm de haut) destiné à recevoir des effets personnels (bijoux, ustensiles à maquillage, broches), fermé par un couvercle surmonté de trois statuettes ; la statuette au centre représente le dieu Dionysos, dieu de la vigne, du vin et de ses excès. Dionysos est entouré de deux satyres, créatures de la mythologie grecque, aisément reconnaissables grâce à leur oreilles et à leur goût prononcé pour le vin d'où l'objet porté par le satyre à droite de Dionysos. Sur le couvercle, il est écrit que le bronze a été réalisé dans un atelier romain.
La partie centrale, en bronze ciselé et martelé, est couverte de scènes mythologiques :
- Arrivée des Argonautes en Bithynie
- Le supplice d'Amycos par Pollux. Amycos est attaché à un arbre, au-dessus de Pollux, on peut voir un personnage ailé, la victoire.
- Inscription en latin archaïque : « Dindia Macolnia fileai dedit / Novios Plautios Romai med fecid » (en latin classique : « Dindia Macolnia filiae dedit / Novius Plautius me fecit », soit en français : « Dindia Macolnia me donna à sa fille, Novios Plautius me fit à Rome »)

Ses pieds sont des représentations de pattes d'animaux écrasant un crapaud.
C'est un travail très fin, avec influence stylistique (double trait pour représenter les ombres) et thématique de l'art grec.